# تالگارث
تالگارث (به انگلیسی: Talgarth) یک شهرک در ولز است که در پویس واقع شده‌است. تالگارث ۱٬۷۲۴ نفر جمعیت دارد.